# Chiesa di San Rocco (Cittanova)
La chiesa di San Rocco è un luogo di culto cattolico di Cittanova.

## Storia
Tra le più grandi della provincia di Reggio Calabria, la chiesa venne costruita sul sito dove sorgeva precedentemente il Convento degli Alcanterini edificato nel 1728. Il terremoto del 1783 distrusse completamente il complesso monastico, si salvarono solo le statue di San Rocco e San Pasquale, un calice di argento cesellato ed una colonna di pietra sormontata da una croce in ferro.
La ricostruzione fu intrapresa a partire dal 1835, su progetto dell'architetto Vincenzo Tarsitani, e la chiesa di San Rocco venne completata nei primi anni del XX secolo grazie all'impegno del sacerdote Giacomo Petropaolo.

## Descrizione
Opere di rilievo all'interno della chiesa:
- Statua lignea di San Rocco del XVIII secolo;
- Statua lignea di San Pasquale Baylon del XVIII secolo;
- Organo a canne del 1919 costruito dalla ditta Busetti di Torino.

## Festività e ricorrenze
- Festa di San Rocco (16 agosto, con processione per le vie cittadine, e terza domenica di settembre).[1]

## Titoli
- Chiesa sussidiaria. Il luogo di culto appartiene alla Parrocchia di San Girolamo.[2]